# ヴィーナス&ブレイブス〜魔女と女神と滅びの予言〜
『ヴィーナス&ブレイブス 〜魔女と女神と滅びの予言〜』（ヴィーナス アンド ブレイブス まじょとめがみとほろびのよげん）はナムコ（後のバンダイナムコゲームス）から2003年2月13日にPlayStation 2用ソフトとして発売されたロールプレイングゲーム。2011年1月20日に新要素を追加したPlayStation Portable移植版がバンダイナムコゲームスより発売された。

## 概要
2000年に発売された『7〜モールモースの騎兵隊〜』の戦闘システム（ローテーションバトルシステム）などの基本システムを継承した作品。
『7〜モールモースの騎兵隊〜』と本作のシナリオやキャラクターに直接的な繋がりはないが、基本システム以外では主人公・ブラッドの設定（後述）やナグゾスサール、地名にモールモースが出て来るなど、一部の設定や世界観などは共通しており、魔物や職種などの他、「モールモースの騎兵隊」に登場したキャラクターに容姿や名前が似ている（別人の）キャラクターもゲスト枠として登場している。
新しい要素として仲間同士の人間関係や交流が細かく描かれるようになった。物語は、ある事件がもとで不老不死となった主人公が、100年後の世界に訪れる"滅亡"の予言を回避するために立ち上がるという設定。その際に仲間たちが恋に落ちたり、結婚して子供が生まれるイベントが発生する。更に、その子供たちがまた恋愛をして結婚したり、主人公の仲間になることもある。不老不死の主人公とは異なり、仲間たちはやがて死んでいく。そんな彼らのドラマにもスポットを当てて出会いや別れが描かれている。
プロデューサー川島健太郎。ディレクターは川口忠彦。

### ゲームの流れ
ゲームは拠点、遠征、編成、戦闘、帰還の5つのステップを何度も繰り返すことで進行する。
1.拠点
騎士団は、拠点となる街を中心に行動する。街の中には、遠征の出発点や帰還の到着点となる「女神の間」、仲間たちの情報を確認する「騎士団本部」、仲間の募集や情報収集を行う「勇者の酒場」、様々な記録を管理する「記録室」などがある。これらの場所を移動しながら遠征の準備を整える必要がある。章によって名称が異なるが、場所ごとの機能は変わらない。
2.遠征
遠征は、フィールドマップを移動して魔物を撃退することが主な目的。移動することで日数が経過し、放っておくと街が崩壊する。魔物を倒さないと「予測安全値」が低下し、数値がマイナスの状態で次の年を迎えるとゲームオーバーとなる。1年の始まりとなる日に、団員は年齢を含めた能力値が変化する。遠征の時に仲間同士の人間関係が変化すると、結婚や友情などのイベントが発生する。
3.編成
敵に戦闘を挑むと、編成画面に切り替わる。仲間や敵の能力の確認を行い、アイテムの装備や戦闘における仲間たちの配置や陣形を決定するなど、さまざまなコマンドが可能。仲間にできる人数は最大14人。その中の7人が戦闘に参加できる。
4.戦闘
戦闘はターン制で進行し、仲間たちは職種や列(前列・中列・後列)に応じて、攻撃や回復などのアクションを自動で行う。プレイヤーはターンの間に挿入されるローテーションフェーズで、列の入れ替えを行うかを時間制限内に選択する。
5.帰還
拠点となる街に戻ると、遠征中に倒した魔物の種類とレベルが確認され、それに応じて予測安全値がアップする。入団志願者が酒場に集まっている報告を受ける時もある。仲間同士の人間関係が変化している時はイベントが発生する。

## ストーリー
アクラル世紀999年。災厄が予言されたこの年、人々は太古の予言者が残した内容に不安を感じながら過ごす者もいたが、暮れの忙しさに“予言の魔物”のことなど忘れて、彼らが暮らす鉱山の町バルクウェイをあげての1000年祭の準備に勤しんでいた。しかし、突如現れた魔物が街を襲う。その混乱を治め、戦う術などもたぬ人々を救ったのは、団長ブラッド率いる“ゴーレム山賊団”であった。
その勝利に酔いしれる彼らの前に、謎の女が現れる。「すべての災いは回避されたわけではない」と警告した女の言葉通り“二つ目の予言”に記された魔物に襲われた街は壊滅し、ブラッドは長年連れ添った戦友をも失う。女の言葉を信じなかった己を悔やむ団長ブラッドの前に、彼女はその手に次なる災厄が訪れる地を記した“預言書”をたずさえて再び姿をあらわす。
「これは世界の危機に立ち向かった女神と不死なる男、そして、名も無き勇者たちの戦いの記録である。」
999年から1099年に続く“大災厄の予言”を回避するため、不死なる男ブラッドが仲間を引き連れ、予言された災厄の化身・ナグゾスサールを倒すべく戦う物語。その100年という時の流れの中で、不老不死の主人公ブラッドを残し、生きて、そして死んでいく仲間たち。数多の出会いと別れ。そして、懐かしい面影を宿すかつての仲間の子や孫たちの参戦。
万感の思いを胸に、すべては最後にして最大の災厄が予言された「1099年」のために、彼らは歩き続ける。

## 登場キャラクター

### 主要キャラクター
ブラッド・ボアル (Blood Boal)
声：私市淳
職種：騎士 / 年齢：345歳 / 身長：175cm / 体重：60Kg
本作の主人公。白い肌に赤い目が印象的な不老不死の男。またの名を、戦場の鬼神、惨劇のディアボロス、神殺しのブラッド。今でこそ穏やかな青年だが、この名で呼ばれていた頃のブラッドは、現在では想像もつかないほど鋭い顔つきをしていた。すでに300年以上もの時を生きながら、人間臭さを捨てきれず、生きて死んでいく者たちに対して、達観した目を持つことが出来ない男。その白い腕に刻まれた無数のタトゥーは、自分が守れずに死なせてしまった者たちの数だけ刻まれている。
彼の振るう大剣は、前作『7〜モールモースの騎兵隊〜』に登場した戦士バルの持つ剣に酷似しており、バルの家名も「ボアル」、ブラッド自身もモールモース出身であるなど共通点が多い。
アリア (Ariah)
声：皆口裕子
職種：予言を司る不老不死の女神 / 年齢：1000歳程度 / 身長：162cm / 体重：42Kg
本作のヒロイン。ブラッドに“預言書”を託した女神。ブラッドが不老不死になった経緯にも関わりを持つ人物。来るべき大災厄の日を回避すべく、ブラッドに対して常に「大義の元にある行動」を求める。それゆえ、仲間の幸せも守りたいと願うブラッドと衝突することも多い。当初こそ、短い寿命を生きる人間の感情がわからず、ブラッドが憤る理由も理解できずにいたが、次第に本当の意味での人間たちのための未来について考えるようになる。
ヴィヴィ・オールリン (Vivid Orrin)
声：小山裕香
職種：大魔女 / 年齢：不明 / 身長：165cm / 体重：46Kg
人間でありながら、不老不死の力を得た者（この不老不死の力はブラッドやアリアとは異なるものである）。抜群のプロポーションの持ち主で、自由気ままで奔放な性格。同じく不老であるブラッドに対して好意を持ち、積極的にアプローチを仕掛ける。普通の人間の目には触れられぬはずの女神アリアに対しても、からかうように声をかけ、時にはブラッドを巡って発破をかけるなど、その行動は大胆不敵で恐れ知らず。黒の災のニーザとは、同じ師匠の元で魔女の修行を積んだ仲間であり、友達。師匠はヴィヴィが震え上がるほど怖いらしい。また彼女はウィッペルの子孫の店に常連として通っていたことがあり、店の料理の味が落ちたことに不満を抱いていたこともある。
神出鬼没で謎の多い人物だが、彼女の正体やその後についてはエンディング後に少しだけ描写されている。
フィニー (Feeny)
声：広橋涼
種族：妖精 / 年齢： / 身長：15cm / 体重：213g
女神アリアに付き従う妖精。アリアを深く敬愛しているため、フィニーからすれば、ブラッドの女神に対して物言いは失礼そのもの。普段は、人間に対して生意気で遠慮のない言葉をぶつけるが、幼い無垢な少女・ミレイとの出会いを始め、ブラッドやアリアと共に過ごすことで、少しずつ変わってゆく。

### バルクウェイの街
予言回避の旅の始まりとなる街。ゴーレム山賊団の本拠地があった場所。
ウォルラス・ファリオン
声：青野武
職種：僧侶 / 年齢： 44歳
ブラッドと共に歴戦の戦いを生き抜いた頼れる老兵。みなしごであった幼い頃よりブラッドに育てられ、ブラッドの一番の理解者でもある。自身の老いとブラッドの孤独を気遣う中で、学び得たことを今後ブラッドを傍らで支えてくれる次なる世代の仲間に伝えることが自分の使命であると悟り、若い団員へ熱心に指導している。若い頃は血気盛んで向こう見ずな戦いが目立ったが、それゆえに自身を危険に晒すことになり、そのとき体を張って命を救ってくれたブラッドに深い恩を抱いている。その時の教えを忘れないために「クガイブナの葉」のお守りを大事に身に着けている。ゴーレム山賊団の名称と紋章を考案したのも彼である。
ガレフ・バルハン
声：山崎たくみ
職種：戦士 / 年齢： 19歳
ゴーレム山賊団の体力自慢のたくましい戦士。面倒見が良く些細なことにもよく気が付き、子供にやたらと懐かれる。繊細で細かい所に気を配り、しばしば話がくどくなるのは思いやりの裏返しでもある。リリーに密かに想いを寄せている。
リリー・ウィルオール
声：冬馬由美
職種：神官 / 年齢： 16歳
みなしごであったため、家族に相当するゴーレム山賊団の仲間をとても大切に思っている少女。物語の序盤からブラッドたちの仲間になる。女の子らしい性格で、料理や洗濯といった家事も得意。ブラッドに対し憧れのような感情を持つ。ブラッドが街に住むようになってから山賊団に入団する。誰にでも優しくて思いやりがあり、団員の皆と仲がいい。時には、野に咲く花でチークをしてみたりするものの、鈍いブラッドがその変化に気付けるはずもなく、オシャレに気付いて欲しい乙女心は無残に砕かれがち。
ウィッペル・マグライネン
声：阪口大助
職種：騎士 / 年齢： 17歳
まだ、幼さが抜けきれない若者。食いしん坊でうっかりしているが、どこか憎めない。ブラッドに赤ん坊の頃から育てられ、ゴーレム山賊団を自分の家族だと思っている。食べ物に対してこだわりを持ち、何冊にもわたる“料理日記”をいつどんな時でも手放さない。後に自らの過ちが原因で戦いで足を引っ張ったため、アリアからの忠告もあってブラッドに解雇を言い渡された。別れ際にブラッドから渡されたこの料理日記は、後に彼の人生を大きく変えることになる。
フリー・アルヴァロス
声：松野太紀
職種：アーチャー / 年齢： 15歳
ゴーレム山賊団の活躍を聞き入団を希望した弓使いの若者。入団当初はあがり症で気弱な性格で、緊張もあって入団希望アピールを大いに空振る間抜けな姿を見せてしまうが、彼の資質を見抜いたウォルラスに鍛えられ、後にブラッドを支える逞しい仲間へと成長する。レオにクガイブナの葉と教えを受け継がせた後、故郷の村を守るために別れることとなる。

### 水上都市スクーレ
高くそびえる時計塔がこの街のシンボル。大きな街なだけにその光と影の陰影は濃く、その最も深い影にあたるのが、闇ギルド“奈落”の存在。
マユラ
声：久川綾
水上都市スクーレの時計塔に一人で住んでいる少女。誰にも心を開くことなく、街の人々からも疎んじられている。少女もまた不老不死であり、気の遠くなるほど古い時代から時計塔を守っていた。後にブラッドと接することで人間に対し徐々に心を開いていく。
レオ・ガッタカム
声：結城比呂
職種： 冒険者 / 年齢： 15歳
ミレッタ、オルガと共に旅をしていた冒険者。口癖は「ダサい」。黙っていれば見栄えのする繊細な顔立ちだが、口を開いた途端、斜に構えた若者らしい皮肉の言葉が、矢継ぎ早に飛び出す。本当は、誰よりも熱く真っ直ぐな情熱の持ち主だが、気恥ずかしいものを自分で表現することが苦手。入団後はフリーの弟子となり鍛えられ、後にブラッドの一理の理解者となる。
ミレッタ・マグウェリン
声：堀江由衣
職種： 魔女 / 年齢： 23歳
オルガ、レオと共にスクーレのギルドで仕事を受けていた魔女。小柄で愛らしい容姿とは裏腹に、魔術の腕は高く、非常に気が強い姉御肌。剣闘士のオルガとは恋人同士だが、ミレッタが完全にオルガを尻に敷いている。ストーリー後半では彼女の孫が登場する。
オルガ・ドゥーガ
声：稲田徹
職種： 剣闘士 / 年齢： 28歳
ミレッタ、レオと共にスクーレを拠点に働いていた剣闘士。恋人であるミレッタが小柄であるのに対し、こちらは大柄。おっとりとした優しい心の持ち主で、強がりで常に気丈に振舞うミレッタをとても大切にしている。その性格ゆえ戦いには向かないが、大工仕事が得意。騎士団を抜けた後に大工工房を設立する。
ユマ・ランカン
声：長沢美樹
職種： ニンジャ
スクーレの闇ギルド“奈落”に所属する凄腕の爆弾使いのニンジャ。仕事中は無駄な会話をせず、常にそっけない態度に見えるが、それほど冷たいわけではないらしい。その仕事振りは、冷静かつ大胆で、周囲の度肝を抜くこともしばしば。爆破するときは「実は適当に爆破してる」らしい。実はフェルミナの貴族の出身で、没落し金に汚くなった両親に嫌気が差して、スクーレにやってきた。闇ギルドにおいて初めてにして唯一“奈落”を自力で抜け出す。

### 山間都市フェルミナ
山間に位置する街、フェルミナ。街の政策方針として、さまざまな規律規則がすみずみまで行き届いている。
アルヴィ・ヴォルレード
声：折笠富美子
職種： ヴァルキリー
山間の町フェルミナで入市管理官を務めている。市長フィリオの一人娘だが、規則遵守の場所柄のせいか、親子関係は希薄で上司と部下としてしか扱われない。護衛であるサムライのスルギとは幼馴染でもあり、大きな信頼を寄せる。生真面目で気が強く、しっかりした性格。規則こそが正しいと信じていたが、後に規則に縛られ苦しむことになってしまう。職種こそ設定されているが、仲間に加わることはない。後に父の後を継ぎ、フェルミナの市長となり町の発展に尽くす。
スルギ・ウォスマ
声：竹本英史
職種： サムライ
山間の町フェルミナ市長フィリオの一人娘、アルヴィの護衛を努めるサムライ。類まれな剣豪で、相手の呼吸を読み、その一瞬の乱れから敵を仕留めるその剣技は魔物の巨体ですら一刀両断するほど。その剣はアルヴィのために捧げられている。アルヴィとは幼い頃からの付き合いで、良き理解者でもある。非常に無口で、己の使命に忠実。剣の腕を買ったアレフの誘いを断り続けたが後にアルヴィに諭されてブラッドに手を貸す決意をする。それから28年もの間、ブラッドと騎士団を支える存在となる。

### その他のキャラクター
アレフ・バルハン
声：伊藤健太郎
職種： 戦士
ガレフとリリーの息子。服格好は父親に似ているが、容貌は母親の面影を強く残している。真っ直ぐで向こう見ずな性格のため、先輩のレオとは喧嘩ばかりしている。ヴィヴィに一目惚れし熱烈なアタックを繰り返すが、全く相手にされないどころか失言で怒らせてばかりである。騎士団に所属せず自分たちの町を守ることに執着する父母を疎ましく思い、両親から伝え聞いていたブラッドに憧れ故郷を飛び出すが、後にその真意を悟る。
ゲーム中の選択肢によって名前が変わり、プレイヤーの選択次第では「アッシュ」、「エイド」、「ゲフャッハー」といった名前でも登場するが、オフィシャルガイドブックでは「アレフ」と紹介されている。
ミレイ・シミュオール
声：塩山由佳
職種： 神官
赤ん坊の頃、ブラッドの活躍によって命を救われた幼い少女。恩人であるブラッドを慕っている。純粋な心の持ち主であるため、妖精の姿を見ることが出来る。妖精のフィニーを「虫さん」と呼び、友達のように大切に思っている。フィニーにとっては、「人間なのに純真な心を持つ不思議な存在」で、憎まれ口を叩くことが出来ない相手。
マキ・シスチャ
声：冬馬由美
職種： 巫女
湾岸都市メゾネアで生まれた少女。流行り病によって両親を失った後、騎士団に出会いスクーレに連れて行ってもらう。闇社会は少女が1人で生きるには過酷であったが、とある人物の助力もあり闇ギルド“奈落”にて無事に成人する。イゴールとはその際に知り合っており、その後彼と共に闇ギルド“奈落”を抜け出す。後に予言の魔物に襲われた故郷メゾネアにてブラッドと再会し、騎士団に入団。暗い時代の中、明るさを失わないその真摯で前向きな心は、疲れ果てたブラッドの心を励ます清涼剤となる。「あたしも不老不死だったら、ブラッドと一緒に歩いていけたかな」や「やっぱりアリアにはかなわないや」などといった発言がたびたび出てくるなど、ブラッドに想いを寄せているような描写もある。
イゴール・ナヴァロ
声：三木眞一郎
職種： 戦士
かつて、スクーレの闇ギルド“奈落”に所属し、狂犬の名で恐れられた大量殺人犯。剣技だけでなく毒薬、爆薬など殺しの技術のすべてを知る暗殺者。口癖は「へっ」と「殺す」。人を殺す理由は「他に面白いことがないから」。粗暴かつ冷徹で見る者を震え上がらせるほどの威圧感を持つ。また薬草自体の知識も豊富で、流行り病に効く薬を作り出す。ブラッドたちと接することで、荒みきった彼の心に変化が訪れる。またストーリー終盤では「自身が魔物になるのではないか」という恐怖を抱いていた。
パル・バルブディル
職種： 戦士
サブイベントで仲間になるキャラクター。王都ヴァレイの宿“山賊亭”で働いていた少年。力は強いが不器用で割った皿の数は数知れず、宿の主人にしょっちゅうどやされている。ブラッドが名物シチューの食材を探しに行ったことがきっかけで出会い、宿の主人の勧めもあり、騎士団に入団する。この宿の主人である料理人は、ウィッペルの孫である。
姿格好が、前作『7〜モールモースの騎兵隊〜』のバルに酷似しているが、バルとの関係は不明。彼を仲間にすると、「モールモースの騎兵隊」という絵本の片割れが手に入る。
フロイド・ウェリンデール
職種： 魔術師
サブイベントで仲間になるキャラクター。魔法都市ウェローに住む魔術師。威力ある攻撃魔法を自在に操る実力を持ち、その力はスルギをして「老齢でありながら研ぎ澄まされている」と言わしめるほど。しかし若いころに魔法の使い方を誤り仲間を傷つけてしまった過去を持つ。そのことを悔やみ、現在は前線に出るのを避け、後進の育成に励んでいた。魔の森に乗り込んだ弟子のロッタを救うべく魔法を行使、その力をブラッドに見込まれて騎士団に入団する。弟子のロッタはかつての仲間、オルガとミレッタの孫である。
アルガス・ウォード
職種： 剣闘士
サブイベントで仲間になるキャラクター。城塞都市ゼレスで私設自警団の団長を務める剣闘士。ブラッド率いる騎士団に強い憧れを持つ。妻を早くから亡くし、一人娘のミルバを溺愛している。そのため、ミルバとの結婚を懇願するアーチャーのルースには難癖をつけ続ける日々を送っていたが、共にドラゴンと戦ったルースの強さと度胸を認め、最終的には結婚を認める。
ブーブ・ニー
職種： 幻術師
サブイベントで仲間になるキャラクター。ウェロー付近の夜の森で出会うこととなる、悪戯好きのちびっこ幻術師三人組・ポロ＆ブーブ＆カプーの一人。遊んでほしさに、たまたま通りかかったブラッドになぞなぞ攻めをする。そしてブラッドのことを気に入ったブーブは、ポロとカプーに見送られながら1人で一方的に騎士団に入団する。まともにしゃべれるのはブーブのみで、ポロはブーブの喋りを、そしてカプーはポロの喋りの一部のみを真似して喋る。
レイス・メルヴァイク
職種： 聖騎士
サブイベントで仲間になるキャラクター。かつてヴァンパイアとなる呪いを受けたが、恋人であるガン・ソフの尽力で救われた聖騎士の女性。しかしその引き換えとして、今度はその恋人がヴァンパイアとなってしまい、恋人を苦しみから解放するため旅を続けていた。不死のヴァンパイアを滅ぼす剣を所持しており、彼女を仲間にするためにはヴァンパイア戦で彼女に止めを刺させなければならない。
彼女が登場するシーンで流れる曲は、前作『7〜モールモースの騎兵隊〜』に登場した聖騎士メルレーンのテーマ曲と同じ。
フィア・ファルテル
職種： 神官
サブイベントで仲間になるキャラクター。水上都市スクーレで暴れ回るならず者たちのうわさを聞きつけ、それを成敗するために溢れる正義感に任せてわざわざ王都ヴァレイからやってきた神官の少女。ならず者たちの情報撹乱作戦に悩んでいたところでブラッドと出会い、共に成敗する。のちに騎士団へと入団した。
姿格好が前作『7〜モールモースの騎兵隊〜』のフィルに酷似しているが、フィルとの関係は不明。性格はフィルとは反対で、快活かつ向こう見ず。彼女を仲間にすると、パルが持っていたものと同じ「モールモースの騎兵隊」の片割れが手に入る。
マール・メイカーン
職種： 騎士
物語終盤のサブイベントで仲間になるキャラクター。パルとフィアを仲間にして、「モールモースの騎兵隊」上下巻を所持していると仲間にできる。かつてアクラリンドを救った伝説の騎士によく似た少年と言われ、姿格好は前作『7〜モールモースの騎兵隊〜』の主人公そのもの。かつて世界を救った自分の先祖のことを知りたいがために故郷であるモールモースを抜け、鉱山の街バルクウェイで一人思いに耽っていたブラッドと運命的な出会いを果たす。そしてパルとフィアから託された絵本を手にすることでその真実を知り、しばらくはやることがないという理由で騎士団に入団した。

### 災いの翼
魔将ナグゾスサールを主とし、予言成就のために行動する四人衆。災厄の予言を回避しようとするブラッドにとって、避けて通ることの出来ない敵。
ジーク
声：石川英郎
種族：魔騎士
災いの翼の一人、嘆きの災ジーク。その出会いは999年の最初の予言に始まり、100年にもわたる予言回避の戦いの中で、ブラッドにとって忘れられない数々の絶望を刻み付けていく。ディーの発言によると500年の時を生き続けているらしい。元はブラッドと同じく只の人間であったが、ある目的のためにナグゾスサールに付き従い、ディーを従えてブラッドたちの行く手を阻み続ける。
ディー
声：神谷浩史
種族：幻獣族
災いの翼の一人、業火の災ディー。人間だけでなく精霊からも迫害され、世界から忘れ去られた種族“神竜”の生き残り。そのため世界のすべてを憎んでいる。しかし唯一マユラに対しては思いやりや仲間の念を示す。ジークに付き従っているように見えるが、それは彼を上手く利用するためで、真の目的はナグゾスサールの力を取り込み、世界を業火の海に落とし復讐すること。
ゾルード
種族：悪魔族
災いの翼の一人、威力の災ゾルード。強大な力を持つ魔物で自分の力に絶大な自信を持ち、人間を見下しており、ジークや彼に付き従うディーを蔑んでいるが、ニーザのことだけは認めている。己の力を過信しすぎたため、最後はブラッドたち人間の力の前に敗北する。
ニーザ
声：塩山由佳
種族：呪術師
災いの翼の一人、黒の災ニーザ。本名はニーザ・ベルリッサ。ヴィヴィとはかつての同門であり競い合った仲であったが、大魔女の試練に敗れた彼女の精神は歪み、錬金術の秘術で不老不死まがいの生を生き長らえ続けていた。自分を含め人間の負の感情を熟知し、病や薬物を用いて、疫病「黒の霧」と噂を流布し、世界をかつてない混乱に陥れた。最後はブラッドやヴィヴィたちと思いが交わることのないまま、孤独な生に終止符を打つ。
公式サイトでも閲覧できる「ピクチャーブック」のストーリーでは、ヴィヴィと大魔女の試練に挑んだときの様子が描かれている。

### ゲスト参加のキャラクター
ナムコから発売されているゲームから、本作品へゲスト出演しているキャラクター。仲間にすることはできない。
KOS-MOS
ひとりで魔精アグレスを倒す銀髪の美少女と呼ばれる謎の少女。その正体は、ナムコのロールプレイングゲーム「ゼノサーガシリーズ」に登場するメインキャラクター、KOS-MOS本人である。フロイド、ブーブ、アルガス、レイスの4人を仲間にして、彼らがもつ泥人形の各部位すべてを集めていると会うことができる。ふとしたことで遠い未来からやってきてしまい、元の時代に帰る方法（泥人形）を探していたが、ブラッドから泥人形を渡され帰る方法を見つけたので、そのお礼にシロンの指輪という強力なアクセサリーをブラッドに渡して、閃光と共に帰っていった。
テイルズ オブ シリーズのキャラクター
PSP版の新モード「ブレイブス・レジェンドモード」に登場。出会うと彼らが原作で使用する術技を伝授してくれる。
表記は「キャラの名前 / 術技」
テイルズ オブ ファンタジア
- クレス・アルベイン / 魔神剣
- ミント・アドネード / ナース
- 藤林すず / 葉隠

テイルズ オブ デスティニー
- リオン・マグナス / 魔人滅殺闇
- フィリア・フィリス / ツインボム

テイルズ オブ デスティニー2
- カイル・デュナミス / 空破絶風撃

テイルズ オブ シンフォニア
- ロイド・アーヴィング / 散沙雨
- コレット・ブルーネル / ホーリーソング
- ジーニアス・セイジ / サイクロン
- プレセア・コンバティール / 崩襲地顎陣

テイルズ オブ ジ アビス
- ルーク・フォン・ファブレ / 魔王地顎陣
- ティア・グランツ / ホーリーランス
- ガイ・セシル / 真空破斬
- ナタリア・ルツ・キムラスカ・ランバルディア / ブラストエッジ

テイルズ オブ ヴェスペリア
- ユーリ・ローウェル / 絶破烈氷撃
- エステリーゼ・シデス・ヒュラッセイン / フォースフィールド
- リタ・モルディオ / アクアレイザー
- レイヴン / 風の哮り

テイルズ オブ グレイセス
- アスベル・ラント / 魔王炎撃破
- ソフィ / レイズソウル

## クロニクルモード
本編をクリアすると追加される隠しモード。世界の平和を維持するために、騎士団のリーダーとなって魔物や盗賊団と戦う。主人公はブラッドではなく任意に名前がつけられる通常の人間。平和を守りつつ、引退にそなえて後継者を育てることも重要なポイントとなる。

## 基本職種
ブラッドと共に戦う、さまざまな職種の傭兵たち。
元ゴーレム山賊団の一員だった者たち以外は、酒場で入団希望者から引き入れる。HPが0になると死亡し、二度と復活しない（主要キャラクターに限っては例外だが、「脱退可能」になった時点で死亡するようになる）。また、団員同士が結婚して生まれた子供が15歳になると、1年の初めに入団希望者として登場し、生まれた子供は両親の資質を引き継ぐ（例：騎士と神官の間に生まれた子供で、騎士なら回復能力の高い騎士、神官なら攻撃力の高い神官）。
戦士 (WARRIOR)
回復や補助はできないが、HPと攻撃力の多さは全職業中トップクラスの職種。
騎士 (KNIGHT)
盾による防御補助で前列の味方を守り、自己回復能力で自分のHPを回復する。主人公のブラッドも騎士である。
剣闘士 (BARBARIAN)
高いHPと攻撃力を持ち、中列では攻撃補助も可能になるが、素早さは低い。
幻術師 (MAGICIAN)
高い攻撃力と素早さ、自己回復力を持つ。HPは低いが、エクストラアタックの発生率は20％と高い。
冒険者 (ADVENTURER)
各パラメータは平均以下だが、自回復・攻撃補助・防御補助など間接攻撃以外のすべての能力を持っている。
僧侶 (MONK)
戦士並のHPと高い列回復を持つ。反面、攻撃力には乏しいが多少の攻撃補助も併せ持っている。
神官 (CLERIC)
HPと攻撃力は低いが、高い列回復と防御補助を持つ女性の聖職者。
魔術師 (WIZARD)
攻撃補助・防御補助、更に列回復と様々な補助能力を持つが、HPがとても低い。
魔女 (WITCH)
強力な攻撃補助・防御補助を持つ。魔術師に比べ補助能力や素早さが高く、中列からの補助で前列で戦うキャラをサポートする。回復は持っておらず、HPがとても低い。
アーチャー (ARCHER)
高めのHPと中列から攻撃できる間接攻撃を持つ職種。接近戦での攻撃力も中程度あり、前列に出てもそれなりに活躍できる。
ヴァルキリー (VALKYRIE)
アーチャーと同じく間接攻撃が可能。素早さが高く自己回復能力も持つが、HPが低いため前列での戦闘は苦手。
祈祷師 (SHAMAN)
HP・素早さ・攻撃力は低いが、前列での攻撃の時に敵を石化させる特殊能力を持っている事で戦略的価値が高い。「石化の呪術の使い手」と呼ばれている。防御補助や自己回復もこなすが、出現率が低い。
巫女 (SIBYL)
攻撃力は低いが、全職種で唯一4回攻撃が可能。達人イベントなどで攻撃力を高めることで、更に強さを発揮できる。防御補助や列回復もこなすが、出現率が低い。
サムライ (SAMURAI)
高い素早さと攻撃力、前列キャラへの攻撃補助を持つ。HPは低いが、エクストラアタックの発生率は25％と全職種の中で一番高い。
忍者 (NINJA)
全職種中最高の素早さを持ち、攻撃力・HPも高く、2回攻撃も可能。前列キャラへの攻撃補助や自己回復もこなすが、出現率が低い。「闇に生きるくのいち」と呼ばれている。
魔騎士 (WARRIOR MAGE)
漆黒の騎士。HP・攻撃力が高く、攻撃補助・防御補助・列回復を持つが、滅多に出現しない。エクストラアタックの発生率は15％と高い。
聖騎士 (PALADIN)
白銀の女騎士。補助能力が高く、攻撃補助・防御補助・列回復を持つが、滅多に出現しない。魔騎士と比べてサポート能力の面で優れている。中列、後列でのサポートもそつなくこなすが、前列での活躍が期待される。